# Александрия Профтазия

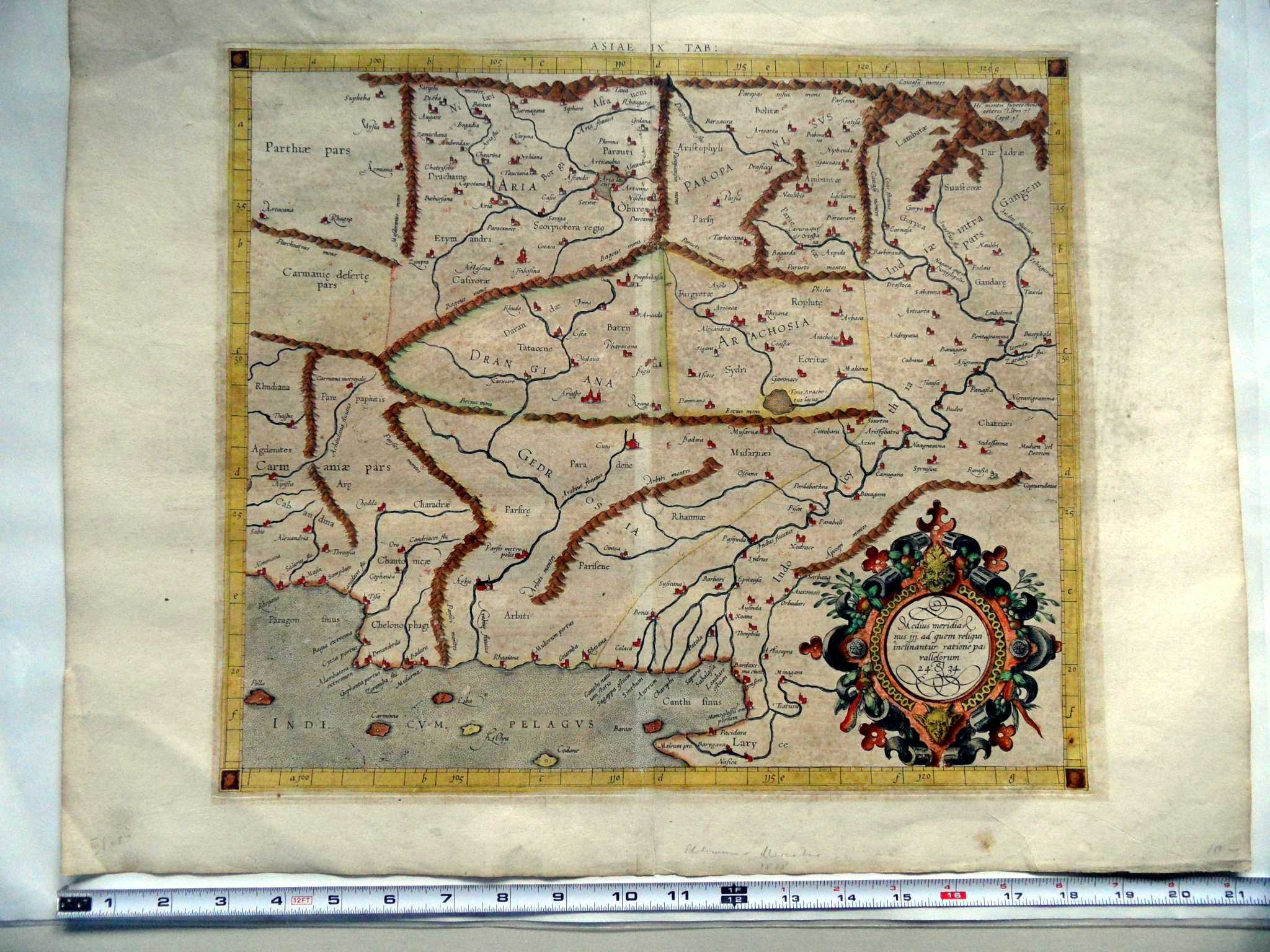
Карта Меркатора 1578 года, на которой обозначен данный город (Prophthasia)

Александрия Профтазия (др.-греч. Ἀλεξάνδρεια ἡ Προφθασία, также Александрия в Дрангиане (др.-греч. Ἀλεξάνδρεια ἐν Δραγγιανῆι)) — древний город, находившийся на территории юго-западного Афганистана. Название Александрия Профтазия город получил от Александра Македонского во время его остановки в нём на пути из Герата в Кандагар.
Город упоминается Страбоном, Плинием, Аммианом Марцеллином, Исидором Харакским и Лжеплутархом.
В ноябре 330 года до н. э. на пути из Герата в Кандагар Александр остановился в одном из городов области Дрангиана. В нём македонский царь предотвратил готовившийся против него заговор, в котором был замешан военачальник Филота, один из наиболее приближенных к Александру людей. Филота был арестован и приговорён солдатским судом к казни. Александр также решил убить и Пармениона, отца Филоты, опасаясь его мести. После случившегося царь переименовал город в Александрию Профтазию, слово Профтазия (др.-греч. Προφθασία) означает «упреждение», «предвосхищение».

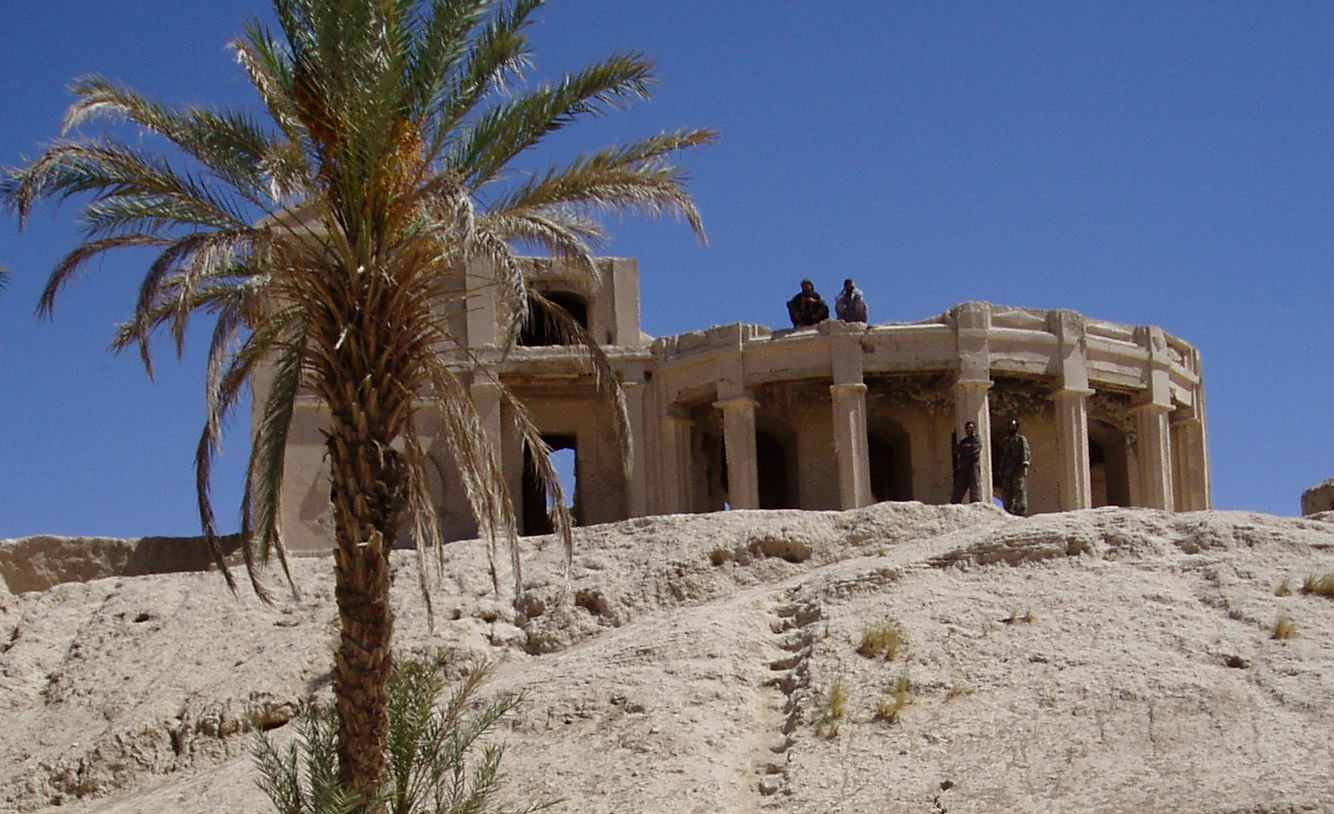
Цитадель в Фарахе

Единого мнения о том, где находилась Александрия Профтазия, у историков нет. Наиболее распространённая версия гласит, что сейчас это Фарах, а цитадель Фараха — это бывшая крепость Александра Македонского, однако некоторые исследователи, например, Уильям Тарн, принимая во внимание расстояния, приведённые Плинием, Эратосфеном и Страбоном, считают, что Фарах находится слишком близко к Герату и, что Александрию Профтазию следует искать в Зарандже. Также существует версия, что древний город находился на территории района Над-Али провинции Гильменд.